# 藤嶋輝義
藤嶋 輝義（ふじしま てるよし、1940年2月13日 - ）は、日本の経営者。日本ペイント社長、会長を務めた。

## 経歴
石川県出身。1963年に金沢大学理学部化学科し、同年4月に日本ペイントに入社。1991年4月に理事に就任し、1993年6月に取締役、1995年6月に常務、1997年6月に専務を経て、2001年6月には社長に就任。2005年6月には非常勤相談役に就任。